# Mifune – Dogma III
Mifune – Dogma III ist ein dänischer Film des Regisseurs Søren Kragh-Jacobsen, der in den Jahren 1998 und 1999 in Dänemark nach den Richtlinien des Dogma-95-Manifestes gedreht wurde.

## Handlung
Während der Flitterwochen mit der Tochter seines Chefs erfährt der Karrierist Kresten vom Tod seines Vaters, dessen Existenz er seiner Frau bislang verschwiegen hatte. Kresten kehrt zurück in das Dorf, in dem er aufgewachsen ist, um sich um seinen geistig behinderten Bruder Rud und den heruntergekommenen väterlichen Bauernhof zu kümmern. Weil er so schnell wie möglich wieder in sein Leben in der Stadt zurückkehren möchte, stellt er die Haushälterin Liva an, die auch Rud versorgen soll. Auch Liva verschweigt etwas: Sie ist eine Prostituierte, die die Stellung auf dem Land annimmt, um den telefonischen Belästigungen eines Psychopathen zu entfliehen und die Internatskosten für ihren frechen, kleinen Bruder Bjarke bezahlen zu können. Dieser wird bald schon aus dem Internat geworfen und stößt zu der ländlichen Gemeinschaft hinzu, die gezwungen ist, trotz all ihrer Verschiedenartigkeit einen friedvollen Umgang miteinander zu finden.
Bei einem Besuch auf dem Hof erfährt Krestens Frau die Wahrheit über seine Vergangenheit. Sie trennt sich wegen seiner Lügen von ihm und sorgt dafür, dass er seine Stelle in der Firma ihres Vaters verliert. Nach einigen weiteren turbulenten Szenen endet der Film in der Hoffnung, dass für die Protagonisten der Handlung abstrakte Begriffe wie Liebe und Glück zu greifbaren Komponenten werden.

## Titel
Der dänische Originaltitel lautet Mifunes sidste sang („Mifunes letztes Lied“).  Er bezieht sich auf den japanischen Schauspieler Toshirō Mifune, dessen Filme die verschiedenartigen Brüder bewundern.

## Kritiken
- Der Spiegel (21/1999) meint, der Film sei braver ausgefallen als die vorhergehenden Dogma-95-Filme Das Fest und Idioten. „So wird aus innovativen Billigfilmen schnell konventionelles Autorenkino.“
- Im Lexikon des internationalen Films findet der Filmkritiker Ralf Schenk an Mifune „ungetrübtes cineastisches Vergnügen“. An Stelle abgrundtiefer Verstörung bei den anderen Dogma-Filmen sieht er hier die Lust am Komischen, an Stelle der spröden Verunsicherung das unterhaltsame Plädoyer für Glück durch Harmonie. Unverkennbar sei aber bei allen Dogma-Filmen, so auch bei Mifune, die Nähe zu Ingmar Bergman.[1]
- Filmspiegel.de: „Einfühlsame, humorvolle Charakterstudie mit bemerkenswerten Darstellern. Technisch stilisiert.“[2]

## Auszeichnungen
Silberner Bär auf der Berlinale 1999 für Søren Kragh-Jacobsen (Großer Preis der Jury) sowie Leserpreis der Berliner Morgenpost